# Asociația Radioamatorilor din Moldova
Die Asociația Radioamatorilor din Moldova (ARM), deutsch „Amateurfunkverband von Moldau“ oder „Amateurfunkverband von Moldawien“, ist die nationale Vereinigung der Funkamateure in der Republik Moldau.

## Geschichte
Der öffentliche Verein ist eine nationale Organisation, die sich freiwillig auf der Grundlage der Gemeinnützigkeit zum Zweck der Entwicklung und Förderung des Amateurfunks in Moldawien zusammengeschlossen hat. Er ist beim Justizministerium der Republik Moldau seit dem 15. März 1994 registriert. Er verfügt über ein eigenes QSL-Kartenbüro.
Der Verband ist Mitglied in der International Amateur Radio Union (IARU Region 1), der internationalen Vereinigung von Amateurfunkverbänden, und vertritt dort die Interessen der Funkamateure des Landes.